# Mars Attacks!
Mars Attacks! ist eine Science-Fiction-Filmkomödie des Regisseurs Tim Burton aus dem Jahr 1996. Produziert wurde sie von Warner Bros. Der Film wurde in Deutschland erstmals auf der Berlinale am 22. Februar 1997 gezeigt. Der Film basiert auf einer Sammelkartenreihe von Topps unter dem gleichen Namen, die 1962 veröffentlicht und, aufgrund der Gewaltdarstellung, kontrovers aufgenommen wurde.

## Handlung
Tausende fliegender Untertassen steuern auf die Erde zu. Bei einer Krisensitzung im Weißen Haus ist Professor Donald Kessler, Vorsitzender der Amerikanischen Akademie für Raumfahrt, der Meinung, dass eine so hoch entwickelte Zivilisation friedliebend sein muss. Er überzeugt US-Präsident James Dale, die Marsianer willkommen zu heißen. Dale schickt ein Begrüßungskomitee in die Wüste von Nevada, wo vor den Augen der Weltpresse und Hunderter Zivilisten ein UFO landet und einige Außerirdische aussteigen. Die menschenähnlichen, jedoch mit überproportional großem, frei sichtbarem Gehirn ausgestatteten Wesen verkünden, dass sie friedliche Absichten verfolgen. Einer der Anwesenden lässt daraufhin eine Friedenstaube aufsteigen, worauf die Marsianer zunächst die Taube abschießen und danach ein Massaker unter dem Publikum anrichten. Das anwesende US-Militär ist gegen die Strahlenwaffen der Außerirdischen machtlos.
US-Präsident Dale ist entsetzt, doch Kessler geht von einem kulturellen Missverständnis durch die möglicherweise Angst einflößende Taube aus – so werden die Marsianer noch einmal eingeladen, um im Kapitol vor dem Kongress zu sprechen. Doch auch dort schießen die Marsianer und löschen alles Leben aus. Kessler wird von den Marsianern in deren UFO entführt, wo man an ihm und an der Reporterin Natalie Lake medizinische Experimente durchführt. Ein Marsianer gelangt als Frau verkleidet ins Weiße Haus und ins Schlafzimmer des Präsidentenehepaares, kann jedoch von Leibwächtern erschossen werden. Daraufhin stürmt eine UFO-Besatzung das Weiße Haus, wobei unter anderem First Lady Marsha Dale getötet wird. Dale lässt sich von dem von Anfang an misstrauischen General Decker überreden, eine Nuklearrakete ins All zu schießen. Die Marsianer fangen die bereits explodierende Rakete jedoch ab und inhalieren das bei der Kettenreaktion entstehende Helium, um daraufhin mit erhöhter Stimme zu sprechen.
Nun beginnen die Außerirdischen, von der Luft und vom Boden aus, Städte zu zerstören und unzählige Menschenleben auszulöschen. Es gelingt ihnen, in den Präsidenten-Bunker einzudringen und dort General Decker und die anderen Mitarbeiter umzubringen. Dale bleibt zunächst am Leben und versucht noch, eine diplomatische Lösung auszuhandeln, wird jedoch ebenfalls getötet. Als ein junger Mann namens Richie Norris mit seiner senilen Großmutter Florence vor der Invasion flüchtet, entdeckt er zufällig, dass die Gehirne der Marsianer bei den Jodlern von Slim Whitmans Indian Love Call explodieren und dies bei jeglicher lauter Musik mit hohen Tönen der Fall ist. Diese Methode verbreitet sich rasch und so verteidigen sich die Menschen und feiern schließlich Richie Norris und Großmutter Florence in den Trümmern von Washington, D.C. als Retter der Welt.

## Besetzung und Synchronisation
Die deutschsprachige Synchronisation entstand bei der Rondo Film, Berlin nach einem Dialogbuch von Arne Elsholtz, der auch die Dialogregie übernahm.
| Rolle                              | Darsteller           | Synchronsprecher         |
| ---------------------------------- | -------------------- | ------------------------ |
| Präsident James Dale/Art Land      | Jack Nicholson       | Joachim Kerzel           |
| First Lady Marsha Dale             | Glenn Close          | Uta Hallant              |
| Prof. Donald Kessler               | Pierce Brosnan       | Frank Glaubrecht         |
| Nathalie Lake                      | Sarah Jessica Parker | Melanie Pukaß            |
| General Decker                     | Rod Steiger          | Hans Teuscher            |
| Richie Norris                      | Lukas Haas           | Simon Jäger              |
| Grandma/Großmutter Florence Norris | Sylvia Sidney        | Tilly Lauenstein         |
| Barbara Land                       | Annette Bening       | Traudel Haas             |
| Rude Gambler                       | Danny DeVito         | Klaus Sonnenschein       |
| Pressesekretär Jerry Ross          | Martin Short         | Michael Pan              |
| Jason Stone                        | Michael J. Fox       | Sven Hasper              |
| Tom Jones                          | Tom Jones            | Michael Telloke          |
| Byron Williams                     | Jim Brown            | Helmut Krauss            |
| Taffy Dale                         | Natalie Portman      | Bianca Krahl             |
| Louise Williams                    | Pam Grier            | Ulrike Lau               |
| Billy Glenn Norris                 | Jack Black           | Tobias Meister           |
| General Casey                      | Paul Winfield        | Engelbert von Nordhausen |
| Sharona                            | Christina Applegate  | Diana Borgwardt          |
| Cedric Williams                    | Ray J                | Jan Rohrbach             |
| Mr. Norris                         | Joe Don Baker        | Roland Hemmo             |
| Neville Williams                   | Brandon Hammond      | Hannes Maurer            |
| Marsmädchen                        | Lisa Marie           |                          |
| Manager                            | Willie Garson        | Uwe Jellinek             |

## Kritiken
James Berardinelli kritisierte auf ReelViews, im Film träten zu viele Charaktere auf, die Handlung sei zu dünn und zu wenig lustig. Der Schnitt sei mangelhaft, die erste Filmhälfte sei „schmerzlich“ (“painfully”) tempoarm. Berardinelli lobte allerdings die Darstellungen von Natalie Portman, Rod Steiger, Pierce Brosnan, Sarah Jessica Parker und Jim Brown.

„Mit einer unglaublich verspielten Liebe zum Detail und seiner legendären Phantasie überhöht Tim Burton die Bilder der trashigen Sci-fi-Filme der 50er und 60er Jahre zu einer vergnüglichen Ufo-Satire, die mit einem grandios kitschigen Finale endet. Fazit: Abgefahrene, technisch perfekte Sci-fi-Satire.“

„Der Film wurde von Tim Burton als eine Art ‚Independence Day‘ auf Camp-Niveau erdacht. Die naiven Kultfilme des Genres stehen Pate bei einem zynischen Varieté-Programm amerikanischer Selbstgefälligkeiten, das dieselben Ideen und Scherze zu oft variiert, als daß es vor Gleichförmigkeit und Langeweile bewahrt bleiben könnte.“

## Auszeichnungen
Danny Elfman gewann 1997 für die Filmmusik den Saturn Award. Der Film wurde in sechs weiteren Kategorien für den gleichen Preis nominiert, darunter für die Regie, für das Drehbuch und als „Bester Science-Fiction-Film“. Der Film wurde in vier Kategorien für den Golden Satellite Award nominiert, darunter für Jack Nicholson und für Danny Elfman. Der Film wurde außerdem 1997 für den Hugo Award, den Art Directors Guild Award und den MTV Movie Award nominiert.
In der Kategorie Beste visuelle Effekte stand der Film 1997 in der Vorrunde bei der Oscar-Verleihung, wurde jedoch nicht nominiert.
Die Deutsche Film- und Medienbewertung (FBW) vergab das Prädikat „wertvoll“.

## Hintergrund
Der Film ist eine Hommage an die US-amerikanischen Alien- und Science-Fiction-Comics und B-Movies der 1950er-Jahre. Insbesondere erkennt man deutlich den Einfluss von Ed Wood und dessen Film Plan 9 from Outer Space. Vor allem aber nimmt er den ersten Krieg-der-Welten-Film auf: Die zunächst arglose Neugier der Menschen sowie die wundersame Rettung, nachdem alle irdischen Waffen versagt haben (die originalen Marsianer sterben gemäß H. G. Wells durch irdische Bakterien, was hier humorvoll durch die jodelnde Country-Musik persifliert wird), sind eindeutig die Leitmotive aus diesem Film. Das Design der Raumschiffe sowie die Schlusssequenz in Washington sind Ray Harryhausens Fliegende Untertassen greifen an nachempfunden. Er persifliert darüber hinaus neuere Science-Fiction-Filme wie Independence Day (der wiederum ebenfalls Motive aus Krieg der Welten verwendet).
Danny Elfman reproduziert mit seinem Soundtrack die typische Filmmusik der alten B-Movies, insbesondere durch Einsatz des Instruments Theremin.
Die Marsianer wurden teilweise durch Puppen dargestellt; teilweise handelt es sich um Computeranimationen. Für viele Schauspieler war es schwierig zu agieren, da es praktisch keine Anhaltspunkte für das Schauspielen mit digitalen Figuren gab. Allerdings sind alle am Ende des Films dargestellten toten Marsianer als Plastikpuppen zu sehen.
Die Besetzungsliste verzeichnet eine Vielzahl von Hollywood-Größen wie Jack Nicholson (in einer Doppelrolle als US-amerikanischer Präsident und als Immobilienhai), Glenn Close als Präsidentengattin und Natalie Portman als ihre Tochter. Pierce Brosnan spielt einen Wissenschaftler, der, in seinen positiven Vorurteilen gefangen, neben der Realität steht, und Sarah Jessica Parker eine Journalistin. In weiteren Rollen: Danny DeVito, Martin Short, Annette Bening, Michael J. Fox, Christina Applegate, Jack Black, Tom Jones, Joe Don Baker und Pam Grier.
Die Idee, Außerirdische mit Musik zu vernichten, verwendet schon der italoamerikanische Komponist Gian Carlo Menotti in seiner 1968 uraufgeführten Kinderoper Hilfe, Hilfe, die Globolinks.

## Besonderheiten
Es gibt eine ganze Reihe skurril-humoristischer Einlagen durch comicartige Szenen, in denen beispielsweise eine Friedenstaube mit einer Strahlenwaffe erlegt wird, die Marsianer das Helium einer explodierenden Wasserstoffbombe inhalieren, um ihre Stimme eine Oktave höher klingen zu lassen, oder ihnen bei Country-Musik (von Country-Legende Slim Whitman) das grüne Gehirn platzt – eine Idee aus dem Film Angriff der Killertomaten sowie dem Godzilla-Film Befehl aus dem Dunkel.
Tim Burton ließ sich für diesen Film von Sammelkarten inspirieren, die es in seiner Kindheit in Kaugummipackungen gab. Die Sammelkarten wurden von der Firma Topps Chewing Gum herausgegeben. Da die Bilder brutale Szenen zeigten, wurden sie nach kurzer Zeit vom Markt genommen.
In den Vereinigten Staaten konnte der Film die der Starbesetzung entsprechenden kommerziellen Erwartungen nicht erfüllen.
Das im Film von den Marsianern angegriffene Hotel, in dem sich Art Land befindet, wurde real zerstört. Es handelte sich um eines der vielen alten extravaganten Hotels in Las Vegas, die im Zuge einer Stadterneuerung eingeebnet werden sollten. Die Sprengung wurde so koordiniert, dass die Szenen aufgenommen und passend in den Film eingebaut werden konnten.
Die Godzilla-Szene, die im Film zu sehen ist, stammt ursprünglich aus dem Film Godzilla, der Urgigant aus dem Jahr 1989.
Der Junge Richie Norris, gespielt von Schauspieler Lukas Haas, trägt unter seinem offenen rot karierten Baumwollhemd ein schwarzes T-Shirt mit dem Cover des Albums Acid Bath der englischen Gothic-Rock-Band Alien Sex Fiend von 1984 als Brustaufdruck darauf.